# Mariella Adani
Mariella Adani, pseudonimo di Laura Adani (Palanzano, 17 dicembre 1934), è un soprano italiano.

## Biografia
Prese lo pseudonimo di Mariella per non incorrere nell'omonimia con l'attrice Laura Adani. Allieva di Ettore Campogalliani al Conservatorio di Parma, ha fatto parte dei Cadetti della Scala diretti da Giulio Confalonieri fino al 1953. L'inverno successivo, ha debuttato al Teatro alla Scala come Barbarina nella prima di Nozze di Figaro sotto la direzione di Herbert von Karajan con Elisabeth Schwarzkopf, Sena Jurinac, Giuseppe Nessi, Mario Petri, Rolando Panerai e Franco Calabrese, iniziando una collaborazione destinata a durare fino al 1982.
Soprano lirico leggero, dotata di "meravigliose risorse vocali" ha interpretato Musetta nella Bohème (documentata anche in una registrazione della EMI con l'orchestra del Teatro dell'Opera di Roma diretta da Thomas Schippers nel 1963) e come protagonista della Volpe astuta di Janáček, si è esibilta nel repertorio mozartiano, quale Susanna (Le nozze di Figaro), Zerlina (Don Giovanni), Despina (Così fan tutte), e in quello rossiniano e donizettiano. Ha cantato inoltre in Falstaff (Nannetta), I quatro rusteghi di Wolf-Ferrari (Lucieta), Mavra di Stravinskij, Boyarinya Vera Sheloga di Rimskij-Korsakov, Kovancina di Musorgskij e in opere di autori contemporanei quali Menotti, Petrassi e Rota.
Ha cantato sotto la direzione musicale di Vittorio Gui, Carlo Maria Giulini, Nino Sanzogno, Oliviero De Fabritiis, Peter Maag e quella registica di Sandro Bolchi, Franco Zeffirelli, Luchino Visconti, Walter Felsenstein.
Nel 1957 ha sposato il basso Giorgio Tadeo, dal quale ha avuto due figli. Ritiratasi dalle scene, si è dedicata all'insegnamento del canto.

## Discografia
- Cherubini: Pimmalione [1955] - Orchestra Rai di Milano/Ennio Gerelli/Umberto Borghi/Ilva Ligabue/Gabriella Carturan/Mariella Adani, Classical Moments
- Mozart: Le nozze di Figaro (1954) - Giuseppe Nessi/Franco Calabrese/Sena Jurinac/Luisa Villa/Irmgard Seefried/Herbert von Karajan/Rolando Panerai/Teatro alla Scala Coro e Orchestra/Mario Petri/Elisabeth Schwarzkopf/Mariella Adani, IDIS/Archipel - Walhall
- Pergolesi: La serva padrona - Mariella Adani/Leonardo Monreale/Orchestra dei Pomeriggi musicali di Milano/Ettore Gracis, 1959 BNF Collection
- Puccini: La Bohème - Coro del Teatro dell'Opera di Roma/Mariella Adani/Mirella Freni/Nicolai Gedda/Thomas Schippers, 1964 EMI/Warner
- Verdi: Falstaff (Glyndebourne) - Geraint Evans/Hugues Cuenod/Ilva Ligabue/Sesto Bruscantini/Vittorio Gui/Royal Philharmonic Orchestra/The Glyndebourne Chorus, Glyndebourne Enterprises - X5 Music Group